# Jean-Philippe Lenclos
 (juillet 2016).
Si vous disposez d'ouvrages ou d'articles de référence ou si vous connaissez des sites web de qualité traitant du thème abordé ici, merci de compléter l'article en donnant les références utiles à sa vérifiabilité et en les liant à la section « Notes et références ».
Jean-Philippe Lenclos est un coloriste français, né en mars 1938 à Beuvry (département du Nord). Il est le fondateur de l’Atelier 3D Couleur, un studio basé à Paris. Il a été décrit comme "un nouveau type d’artiste requis par la société moderne ; un concepteur de couleurs".  Il a exposé son travail à Tokyo, Londres, Paris et Lisbonne, et des œuvres sont exposées en permanence au Musée national d'Art moderne (MNAM) à Paris, au sein des départements Supergraphie et Architecture.  Lenclos a été professeur à l’Ecole Nationale Supérieure des Arts Décoratifs (EnsAD) à Paris pendant 35 ans et a été nommé Chevalier de l’Ordre des Arts et des Lettres en 1981.

## Biographie

### Jeunesse et éducation
Jean-Philippe Lenclos est né à Beuvry, dans le Pas-de-Calais, en 1938.  Son père, Camille Lenclos (1903-1985), était un ébéniste et sculpteur réputé, spécialisé dans le mobilier religieux.
En 1960, il reçoit une bourse d’études du gouvernement japonais et termine ses études à l’école des beaux-arts de l’Université de Kyoto. Il déclare : "J’ai aussi étudié la calligraphie. Cela m’a permis de découvrir la notion d’espace graphique et pictural où le blanc a autant d’importance que le noir". Pendant son séjour à Kyoto, il s'intéresse au symbolisme et au langage de la couleur. Sa réflexion le conduit à développer son célèbre concept de "Géographie de la couleur". 
Il épouse Dominique Saguez de Breuvery en 1966. Dominique Lenclos (1942-2012) a collaboré activement aux recherches de son mari. Ils ont écrit de nombreux livres sur la géographie de la couleur, dont Couleurs du Monde et Fenêtres du monde, complément de Portes du monde. 

### Réalisations
Il fonde l’Atelier 3D Couleur à Paris en 1978. Ce studio est créé dans le but de concevoir et d'appliquer la couleur dans trois domaines : l’environnement, l’architecture et les produits industriels. Pendant 30 ans, dans ce cadre, il travaille sur de nombreux projets en collaboration avec des entreprises, des municipalités et des architectes. Lenclos a travaillé pour l’Oréal, Shiseido, Nissan, Yamaha, Honda, Hyundai, Renault, Michelin, Airbus Aerospatiale, Phillips, Rowenta, Krups, Le Printemps, La Samaritaine et de nombreuses autres organisations d'importance. En 2004, l’Atelier 3D Couleur est racheté par Robert Le Héros. 
Jean-Philippe Lenclos est présenté comme l’expert mondial de la couleur dans des publicités télévisées de 2012 pour le Samsung Galaxy II dans le cadre d’un projet appelé « Colors of Seoul ». 

## Ouvrages
Il a écrit des livres concernant le concept de "la géographie de la couleur", dont certains sont traduits en anglais, avec son épouse Dominique née Saguez de Breuvery et notamment :
- Les Couleurs dans l'architecture du Limousin. Éditions Typografica, 1981,  (ISBN 2-903641-00-5 et 9782903641009)
- Couleurs de la France, Géographie de la Couleur, Éditions Le Moniteur  (ISBN 2-281-19205-9),  1982.  Dans ce livre pédagogique, il développe le concept de « géographie de la couleur », en dressant un inventaire méthodique des couleurs de l'habitat régional français  : chaque lieu géographique, par sa géologie, son climat, sa lumière, engendre des comportements socio-culturels dans le domaine de l'utilisation de la couleur, qu'il s'agisse de l'habitat ou des biens de consommation.
- Couleurs de l'Europe, Géographie de la couleur, Éditions Le Moniteur, 1995  (ISBN 2-281-19206-7)
- Couleurs du monde, Géographie de la couleur, Éditions Le Moniteur, 1999  (ISBN 2-281-19116-8),
- Colors of the World, W.W.Norton & cy, New York, Londres, 2004  (ISBN 0-393-73147-2)
- Fenêtres du monde, Éditions Le Moniteur, 2001
- Windows of the World. W.W.Norton & cy, New York, Londres, 2005  (ISBN 0-393-73188-X)
- Portes du monde, Éditions Le Moniteur, 2001
- Doors of the World. W.W.Norton & cy, New York, Londres, 2005  (ISBN 978-0-393-73187-3)
- Maisons du monde, couleurs et décors dans l'habitat traditionnel, Éditions Le Moniteur, 2007,
- Repenser les couleurs des façades de l'habitat collectif, guide de couleurs édité par les Peintures Gauthier, 2002. Imaginée pour simplifier et garantir la qualité des choix chromatiques des professionnels de la peinture et de l'urbanisme, la méthode proposée constitue une innovation majeure. En effet, deux palettes de couleurs (25 teintes pour la façade et 16 pour les menuiseries et détails) sont développées dans chacune des 14 thématiques régionales.
- Cité florale, itinéraire chromatique: analyse des couleurs de la Cité florale à Paris. Étude faisant partie de l'ouvrage collectif édité par l'Action Artistique de la Ville de Paris sur les Hameaux, villas et Cités de Paris, sous la direction de Béatrice de Andia 1998.
- The Geography of Color - Car Styling - Edit. San'ei Shodo Publishing. 1989 - Tokyo
- The Geography of Color - Edit Kukje Publishing House. 1991 & 1996 - Séoul
- Jean-Philippe Lenclos, Painter & Designer - Edit. Shindong, Shanghai. 2017

## Expositions

### Expositions monographiques (travaux et recherches)
En 1972, à Tokyo (à la Ichibankan Galery), il expose une étude de synthèse sur les Couleurs de Tokyo (à la suite d'un commande passée par Masaomi Unagami, directeur du Color Planning Center de Tokyo).
En 1977 vient la première vraie reconnaissance en France via une exposition monographique (dans le département du Centre de Création Industrielle dirigé par François Barré) au Centre Georges-Pompidou, tout juste inauguré : La géographie de la couleur.
En 1978, à Lisbonne et à Porto (à la Fondation Calouste-Gulbenkian).
En 1978, à Marseille, galerie Urbame Les Couleurs de Tokyo
En 1982, à Paris (au musée des arts décoratifs de Paris) : Géographie de la Couleur.
En 1998, à Tokyo (à la Xsithehill Galery) : Geography of Color.

### Expositions de groupes
En 1967, à Paris, au Grand Palais, au Salon des artistes décorateurs à Paris, exposition d'un auditorium destiné à un centre culturel. La disposition asymétrique de cet auditorium avait été inspirée par une chambre de cérémonie du thé au Japon,
En 1970, il est chargé de la couleur et de la signalétique au Pavillon de la France à l'Exposition Internationale d'Osaka,
En 1971, à Paris aux Galeries Lafayette "Vivre en couleur"
En 1974, à Londres au Design Center (British Council), dans le cadre de l'exposition "France is Colour"
En 1976, à Paris au Musée des Arts Décoratifs " Le Design français"
En 1978, Triennale de Milan, pavillon Les Cinq Sens
En 1988, Paris centre Pompidou, Le Design français,
En 1992, Paris le Grand Palais Le Design du XIXe au XXe siècle
En 2011, Paris Centre Pompidou "Design, Architecture, Couleur"
Paris-Marseille "Les premières minutes de la création"
En 2028, Saint-Gall ( Suisse), Textilmuseum "MIRA X"

## Œuvres conservées au MNAM - CCI Centre Pompidou
130 œuvres de Jean-Philippe Lenclos font partie depuis le début de 2011 des collections permanentes du Centre de création industrielle au Centre Pompidou.
Une partie de ces travaux est exposée au quatrième niveau du Centre Pompidou dans la section "Architecture, design et couleurs"

## Ouvrages monographiques sur Jean-Philippe Lenclos
- The Geography of Colour - Car Styling - Edit. San'ei Shodo Publishing. 1989 - Tokyo
- The Geography of Colour - Edit Kukje Publishing House. 1991 & 1996 - Séoul
- En 1999, un livre lui a été consacré par Song Jianming : " Colour Design in France " paru aux éditions Shanghai people' Fine Arts Publishing House,
- Jean-Philippe Lenclos, Painter & Designer - Edit. Shindong, Shanghai. 2017

## Thèse
Une thèse de Doctorat en Histoire de l'Art a été soutenue par Cloé Fontaine en 2006 intitulée "Jean-Philipe Lenclos Designer-Coloriste" ( Université Paris 1- Panthéon-Sorbonne) ladite thèse de 600 pages dirigée par Gérard Monnier et enregistrée sous la référence 06PA010720

## Distinction et prix
Il a été fait Chevalier de l'ordre des Arts et des Lettres, par Jack Lang, Ministre de la Culture, (1981).
Le livre les couleurs de la France a reçu :

- le prix Georges Pompidou, décerné par le Haut Comité de la Langue Française,
- le prix Charles Maunoir de la Société de géographie,
- le prix 1983-1984  de "l'International Color Design" attribué par le Design Center de Stuttgart,
- la médaille de bronze de l'exposition les plus beaux livres du monde entier à la Foire internationale de Leipzig, en 1984.